# För dina röda läppars skull
För dina röda läppars skull (originaltitel: Fresh Horses) är en amerikansk ungdomsfilm från 1988 i regi av David Anspaugh. 

## Medverkande
| Molly Ringwald     | – Jewel       |
| Andrew McCarthy    | – Matt Larkin |
| Patti D'Arbanville | – Jean        |
| Ben Stiller        | – Tipton      |
| Leon Russom        | – Kyle Larkin |
| Molly Hagan        | – Ellen       |
| Viggo Mortensen    | – Green       |
| Doug Hutchison     | – Sproles     |